# Harpo Marx

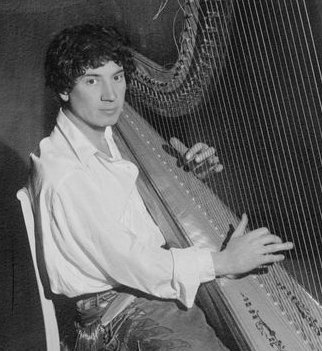
Harpo Marx (ca. 1926)

Adolph Arthur Marx, bekannter als Harpo Marx (* 23. November 1888 in New York; † 28. September 1964 in Los Angeles), war ein US-amerikanischer Entertainer, Pantomime und Schauspieler. Er bildete zusammen mit seinen Brüdern Groucho, Chico, Zeppo und Gummo die Marx Brothers, die im Vaudeville, am Broadway und im Kino große Erfolge feierten.

## Leben
Als Mitglied der Marx Brothers trat er in den 1920er, 1930er und 1940er Jahren in mehreren Filmkomödien auf. Seine Markenzeichen waren die (rote) Perücke, sein Harfenspiel und die Tatsache, dass er vor der Kamera nicht sprach und sich stattdessen mit Hupen und Pfeifen verständlich machte. Grund dafür soll ein Kritiker gewesen sein, der Harpo in der Vaudeville-Zeit der Komikergruppe ein brillantes pantomimisches Talent attestiert hatte, das erheblich an Faszination verlöre, sobald er Text spreche. Harpo ließ sich nur widerwillig von dieser Beschneidung seiner Möglichkeiten überzeugen, drohte zunächst sogar mit dem Verlassen der Gruppe, arrangierte sich dann aber mit der Situation und wurde zu einem „Stummfilmstar der Tonfilmära“. In dem Stummfilm Too Many Kisses kann man ihm den einzigen Satz von seinen Lippen lesen: „You sure you can’t move?“

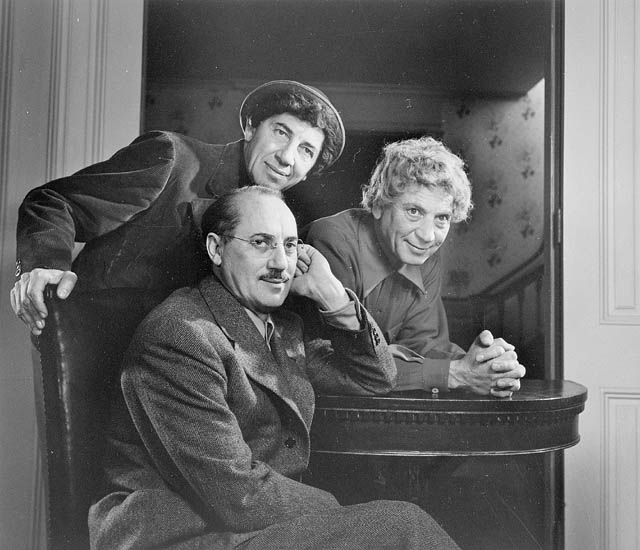
Der harte Kern der Marx-Brothers: Chico (oben), Groucho (unten) und Harpo Marx, 1948

Ebenso gehörte eine musikalische Einlage an der Harfe zum Standard-Repertoire. Über die Harfe (engl. „harp“) kam er zu seinem Künstlernamen. Harpo hatte das Harfespiel autodidaktisch erlernt – ebenso das Lesen und Schreiben. Die Schule hatte er bereits nach der zweiten Klasse verlassen.
Neben den unten aufgeführten Filmen mit den übrigen Marx-Brothers trat er in einer Reihe anderer Filme auf, die aber nicht die Bekanntheit der Marx-Brothers-Filme erreichten und heute zum Teil verschollen sind.
Trotz seiner geringen Schulbildung pflegte Harpo Marx viele Freundschaften in intellektuellen Kreisen. Er war Mitglied des Algonquin Round Table, dem unter anderem der Kritiker und Autor Alexander Woollcott, der Kolumnist F.P.A., der Gründer und Herausgeber des Magazins The New Yorker Harold Ross und die Autoren Dorothy Parker, George S. Kaufman und Robert Benchley angehörten.
Harpo Marx heiratete am 28. September 1936 Susan Fleming, mit der er vier Kinder adoptierte: Bill, Alex, Jimmy und Minnie. Drei Jahre vor seinem Tod im Jahr 1964 brachte er seine Autobiographie Harpo spricht! heraus. Am 28. September 1964, seinem 28. Hochzeitstag, verstarb Harpo Marx an den Folgen einer Herzoperation im New Yorker Mount Sinai Hospital. Er wurde 75 Jahre alt. Seine Witwe Susan starb am 22. Dezember 2002 im Alter von 94 Jahren.
Grouchos Sohn Arthur Marx erzählte später, dass er seinen Vater auf Harpos Begräbnis das einzige Mal habe weinen gesehen. Harpo vermachte seine berühmt gewordene Harfe dem Volk Israel.

## Filmografie (Auswahl)
- 1921: Humor Risk (verschollen)
- 1925: Too Many Kisses
- 1929: The Cocoanuts – Regie: Robert Florey
- 1930: Animal Crackers – Regie: Victor Heerman
- 1931: Die Marx Brothers auf See (Monkey Business) – Regie: Norman Z. McLeod
- 1932: Blühender Blödsinn (Horse Feathers) – Regie: Norman Z. McLeod
- 1933: Die Marx Brothers im Krieg (Duck Soup) – Regie: Leo McCarey
- 1935: Skandal in der Oper (A Night at the Opera) – Regie: Sam Wood
- 1935: La Fiesta de Santa Barbara (Kurzfilm)
- 1937: Die Marx Brothers: Ein Tag beim Rennen (A Day at the Races) – Regie: Sam Wood
- 1938: Room Service – Regie: William A. Seiter
- 1939: Die Marx Brothers im Zirkus (At the Circus) – Regie: Edward Buzzell
- 1939: Go West – Regie: Edward Buzell
- 1941: Die Marx Brothers im Kaufhaus (The Big Store) – Regie: Charles Riesner
- 1946: Eine Nacht in Casablanca (A Night in Casablanca) – Regie: Archie Mayo
- 1950: Love Happy – Regie: David Miller
- 1957: The Story of Mankind – Regie: Irwin Allen